# Спартак (футбольный клуб, Плевен)
ОФК Спартак Плевен (болг. ОФК Спартак Плевен) — болгарский футбольный клуб из города Плевен. Домашние матчи команда проводит на стадионе Плевен, вмещающем до 25 000 зрителей. Ныне «Спартак Плевен» выступает в Третьей любительской лиге, третьем уровне в системе футбольных лиг Болгарии.

## История
14 июля 1915 года при туристическом обществе «Развитие» была создана футбольная команда, но почти вся информация о ней была потеряна. 10 сентября 1919 группой учеников Свищовской торговой школы во главе с Драгомиром Несторовым был составлен учредительный протокол о создании футбольной команды. Ей было присвоено название «Генерал Скобелев».
На общем собрании, созванном через несколько дней, присутствовало более 150 молодых людей, желающих вступить в клуб. Было выбрано руководство, новообразованный клуб обратился к одной из самых популярных тогда команд в Болгарии — софийской «Славии» с просьбой о помощи. На нее сразу же ответили, и в Плевен были отправлены образец устава, правила футбольной игры, значок и эмблема клуба, которая послужила основой для логотипа «Скобелева».
Средства на функционирование «Скобелева» собирались через пожертвования, членские взносы и другие источники. Член клуба Кирилл Крумов отправился на велосипеде в Габрово, где заказал бело-синюю форму для команды. Летом 1920 года команда провела свой первый матч, обыграв в Червен-Бряге местную команду «Силу» со счётом 3:1.
В первые годы существования клуба в Плевене возникло ещё несколько команд: «Победа» (отделившаяся от «Скобелева), «Вит», «Левски» и «Ботев-21». Всего через два года после основания команды её создатель Драгомир Несторов умер.
19 августа 1931 года в Скобелевском парке был основан новый футбольный клуб «Белые орлы», который быстро развивался. В 1941 году он получил от местных властей место для игровой площадки и стал первой спортивной организацией в городе, которая имела свою собственную территорию и раздевалку. Позже на этом месте был построен стадион Спартак, который сегодня носит название Белые орлы.
После 1944 года новая коммунистическая власть в Болгарии начала вмешиваться и в спортивную жизнь. В 1946 году на местном партийном уровне было принято решение о том, чтобы наиболее развитый клуб в Плевене «Белые орлы» переименовать в «Республиканец» и передать его под начальство МВД. Это название не понравилось основателям клуба, и 28 декабря 1947 года на общем собрании клуб был переименован в «Спартак».
К 1949 году в Плевене существовало несколько футбольных команд, сформировавшихся в ходе различных преобразований и слияний. Тогда спортивные руководители в Плевене приняли решение о создании сильного объединённого городского клуба, получившего название «Септември», который быстро добился право выступать во вновь образованной Группе «А». Но его существование продлилось менее года из-за принятого на общегосударственном уровне решения формировать добровольные спортивные общества (ДСО) на основе отраслевых профсоюзов. Таким образом, «Септември» был разделён на пять ДСО, а «Спартак» продолжил своё существование, оставаясь под управлением МВД.
После отборочного турнира между местными командами, в котором победило «Торпедо» и получило место в Группе «А». «Спартак» же был вынужден выступать в региональной лиге, но пользуясь большой общественной поддержкой он сумел в 1951 году восстановить свои позиции ведущего клуба в Плевене. Он играл в Группе «А». В 1957 году «Спартак» вышел в финал Кубка Болгарии, где 7 ноября уступил софийскому «Левски» со счётом 1:2. В следующем году команда стала обладательницей бронзовых медалей чемпионата, сокращённого из-за перехода на систему осень-весна. К тому времени все команды Плевена влились в состав «Спартака».
В конце 1980-х годов «Спартак» стал испытывать серьёзные трудности и вылетел из Группы «А». Тем не менее, он провёл ещё три сезона в главной болгарской футбольной лиге, последним из которых стал чемпионат 2001/2002.
До 2009 года «Спартак» оставался одной из девяти команд в Болгарии, которые никогда не попадали в любительские футбольные группы. Он оказался там после своего банкротства. В начале 2010 года клуб был возрождён и начал свои выступления с группы округа. В 2011 году «Спартак» достиг 1/8 финала Кубка Болгарии, где дома был разгромлен софийским ЦСКА со счётом 0:3.

## Достижения
- 3-е место в чемпионате Болгарии (1): 1958.
- Финалист Кубка Болгарии (1): 1957.

## История выступлений
| Сезон                                                                                            | Уровень | Лига                 | Место | В  | Н | П  | ГЗ  | ГП | О  | Кубок Болгарии      |
| ------------------------------------------------------------------------------------------------ | ------- | -------------------- | ----- | -- | - | -- | --- | -- | -- | ------------------- |
| 2009/10                                                                                          | IV      | Областная группа «А» | 2     | 18 | 5 | 3  | 75  | 26 | 59 | не квалифицировался |
| 2010/11                                                                                          | III     | Группа V             | 5     | 15 | 6 | 9  | 49  | 27 | 51 | не квалифицировался |
| 2011/12                                                                                          | III     | Группа V             | 1     | 27 | 2 | 1  | 111 | 10 | 83 | 3-й раунд           |
| 2012/13                                                                                          | II      | Группа «Б»           | 6     | 11 | 9 | 6  | 33  | 25 | 42 | 2-й раунд           |
| 2013/14                                                                                          | III     | Группа V             | 4     | 20 | 5 | 5  | 66  | 27 | 65 | не квалифицировался |
| 2014/15                                                                                          | III     | Группа V             | 1     | 23 | 2 | 1  | 92  | 8  | 71 | не квалифицировался |
| 2015/16                                                                                          | II      | Группа «Б»           | 13    | 9  | 9 | 12 | 35  | 42 | 36 | 2-й раунд           |
| 2016/17                                                                                          | II      | Вторая лига          | 14    | 9  | 6 | 15 | 44  | 52 | 33 | 1-й раунд           |
| 2017/18                                                                                          | III     | Третья лига          | 8     | 10 | 9 | 11 | 39  | 46 | 39 | не квалифицировался |
| Зелёным выделены сезоны, в которых команда добивалась продвижения, красным — в которых вылетала. |         |                      |       |    |   |    |     |    |    |                     |